# Dioctria gussakovskii
Dioctria gussakovskii là một loài ruồi trong họ Asilidae. Dioctria gussakovskii được Lehr miêu tả năm 1965. Loài này phân bố ở vùng Cổ Bắc giới.